# Michel Boulangé
Michel Boulangé, né en 1929 à Nancy et mort le 11 juin 2025 dans la même ville, est un médecin et universitaire français, élu président de l'Université Henri-Poincaré en 1976 et en 1989.

## Biographie
Né le 16 décembre 1929 à Nancy, où ses parents étaient instituteurs, il effectue son cursus médico-universitaire en Lorraine, et s'implique dans de nombreuses activités et institutions nationales et internationales. C'est un ancien élève du lycée Henri Poincaré.
Marié en 1956 à Jacqueline Bauzon, le couple a quatre enfants.
Titulaire des diplômes universitaires des certificats d’études spécialisées de Pneumo-phtisiologie, d'Hématologie, de Sérologie et de Médecine aéronautique, ainsi que de Biologie appliquée à l’éducation physique et aux sports, d'Hygiène industrielle et médecine du travail, il est successivement Praticien hospitalier, Professeur des universités puis Professeur émérite de la Faculté de médecine de Nancy.
Il est président de l'Université Henri Poincaré (Nancy-I) de 1976 à 1981 puis de 1989 à 1994.
Considéré comme un citoyen engagé dans de nombreux domaines comme la médecine, l'aéronautique, la politique, la culture et la nature, Michel Boulangé s'est également impliqué dans le domaine de l'horticulture, de la vie économique et a été conseiller municipal de Nancy.
Il est le fondateur de l'Ajabona, association des amis des Conservatoire et jardins botaniques de Nancy.
Dès 1980, il est membre puis président de la Société française d'hydrologie et de climatologie médicales qui lui valent une reconnaissance internationale. Grâce à ses connaissances de la médecine thermale et climatologique, il est un élément moteur de la renaissance du thermalisme dans l'agglomération de Nancy et devient le président du comité des sages du projet Grand Nancy Thermal,.
D'autres implications scientifiques et universitaires sont également notables :
- Membre de l’Académie internationale de médecine aéronautique et ancien membre du Conseil médical de l’aéronautique civile
- Membre de l'Académie lorraine des sciences, académicien de la 3e section[6]

## Ouvrages et publications scientifiques
Il publie sur de nombreux thèmes comme
- Auteur, coauteur ou directeur d'environ 350 publications scientifique entre 1951 et 1999[4],
- Auteur ou coauteur de quatre ouvrages d'hydroclimatologie médicale à partir 1980[4].

## Décorations
- Officier de la Légion d'honneur (30 décembre 1995)[8],[9]
- Officier de l'ordre national du Mérite[4]
- Commandeur des Palmes académiques[4]
- Chevalier de l'ordre du Mérite agricole[4]
- Médaille d'or de la ville de Nancy en 2016[10]